# Jackie Wilson
Jackie Wilson, nome d'arte di Jack Leroy Wilson Jr (Detroit, 9 giugno 1934 – Mount Holly, 21 gennaio 1984), è stato un cantante e ballerino statunitense.

## Biografia
Considerato uno dei più grandi performer di ogni tempo (tantissimi gli artisti che si sono ispirati a lui, primo fra tutti Michael Jackson), venne soprannominato Black Elvis e Mr. Excitement. Wilson svolse un ruolo fondamentale nell'evoluzione del R&B. Nei primi anni di attività fu membro del gruppo vocale The Dominoes, avviando una fortunata carriera solista a partire dal 1957. Registrò oltre 50 singoli di successo, nei quali si cimentò in numerosi generi, R&B, pop, soul, doo-wop e adult contemporary. Durante un concerto di beneficenza nel 1975, si sentì male sul palco a causa di un attacco di cuore mentre cantava Lonely Teardrops ed entrò subito in coma, rimanendovi per quasi nove anni, fino al decesso avvenuto nel 1984.

## Vita privata
All'età di 17 anni, Wilson sposò la sua ragazza Freda Hood, che era incinta. Insieme ebbero quattro figli: Jacqueline Denise (1951–1988), Sandra Kay (1953–1977), Jackie Jr (1954–1970) e Anthony Duane. Le infedeltà del cantante determinarono la fine del matrimonio, dopo 14 anni.
Nel 1967, Wilson passò a nuove nozze con la modella Harlean Harris (1937–2019), su sollecitazione di Nat Tarnopol, che pensava che il matrimonio avrebbe aiutato a riparare l'immagine pubblica del cantante. Prima del matrimonio i due avevano messo al mondo un figlio, John Dominick (detto Petey), nel 1963. Wilson e la Harris si separarono legalmente nel 1970, ma senza mai arrivare al divorzio. La donna divenne tutore legale del cantante dopo che egli entrò in coma.
Wilson ebbe molti altri figli, nati da donne diverse, incluso il cantante Bobby Brooks Wilson, che lo omaggiò eseguendo le sue canzoni.
Il figlio Jackie Jr fu ucciso a colpi di arma da fuoco nel portico della casa di un vicino nel 1970 (il cantante abitava ancora nella sua città natale, Detroit). Wilson, affranto, sprofondò nella depressione e per qualche tempo visse pressoché recluso, abusando di droghe e di alcool. Gli premorì anche la figlia Sandra Kay, nel 1977, all'età di 24 anni, presumibilmente per attacco cardiaco. 
La primogenita Jacqueline rimase uccisa nel 1988 in un incidente legato alla droga a Highland Park, Michigan.

## Discografia

### Album
| Anno | Titolo                                            | Posizione in classifica | Posizione in classifica | Posizione in classifica |
| Anno | Titolo                                            | US pop                  | US R&B                  |                         |
| 1958 | He's So Fine                                      | -                       | *                       |                         |
| 1959 | Lonely Teardrops                                  | -                       | *                       |                         |
| 1959 | So Much                                           | -                       | *                       |                         |
| 1960 | Jackie Sings the Blues                            | -                       | *                       |                         |
| 1960 | A Woman, A Lover, A Friend                        | -                       | *                       |                         |
| 1961 | You Ain't Heard Nothin' Yet                       | -                       | *                       |                         |
| 1961 | By Special Request                                | -                       | *                       |                         |
| 1962 | Body and Soul                                     | -                       | *                       |                         |
| 1962 | Jackie Wilson At the Copa                         | #137                    | *                       |                         |
| 1963 | Jackie Wilson Sings the World's Greatest Melodies | -                       | *                       |                         |
| 1963 | Baby Workout                                      | #36                     | *                       |                         |
| 1963 | Shake a Hand                                      | -                       | *                       |                         |
| 1963 | Merry Christmas from Jackie Wilson                | -                       | *                       |                         |
| 1964 | Somethin' Else!!!                                 | -                       | *                       |                         |
| 1965 | Soul Time                                         | -                       | -                       |                         |
| 1965 | Spotlight on Jackie Wilson!                       | -                       | -                       |                         |
| 1966 | Whispers                                          | #108                    | #15                     |                         |
| 1967 | Higher and Higher                                 | #163                    | #28                     |                         |
| 1968 | Manufacturers of Soul                             | #195                    | #18                     |                         |
| 1968 | I Get the Sweetest Feeling                        | -                       | -                       |                         |
| 1970 | Do Your Thing                                     | -                       | #50                     |                         |
| 1970 | This Love is For Real                             | -                       | -                       |                         |
| 1971 | You Got Me Walkin'                                | -                       | -                       |                         |
| 1973 | Beautiful Day                                     | -                       | -                       |                         |
| 1974 | Nowstalgia                                        | -                       | -                       |                         |
| 1976 | Nobody But You                                    | -                       | -                       |                         |

### Singoli
| Anno | Titolo                                                                                        | Posizione in classifica | Posizione in classifica | Posizione in classifica |
| Anno | Titolo                                                                                        | US Pop                  | US R&B                  | UK                      |
| ---- | --------------------------------------------------------------------------------------------- | ----------------------- | ----------------------- | ----------------------- |
| 1957 | "Reet Petite (The Finest Girl You Ever Want to Meet)"                                         | #62                     | #22                     | #6                      |
| 1958 | "To Be Loved"                                                                                 | #22                     | #5                      | #23                     |
| 1958 | "I'm Wanderin'"                                                                               | -                       | #12                     | -                       |
| 1958 | "We Have Love"                                                                                | #93                     | #15                     | -                       |
| 1958 | "Lonely Teardrops"                                                                            | #7                      | #1(7)                   | -                       |
| 1959 | "That's Why (I Love You So)"                                                                  | #13                     | #1(3)                   | -                       |
| 1959 | "I'll Be Satisfied" scritta da Berry Gordy, Roquel Billy Davis e/o Gwendolyn Gordy            | #20                     | #3                      | -                       |
| 1959 | "You Better Know It"                                                                          | #37                     | #1(1)                   | -                       |
| 1959 | "Talk That Talk"                                                                              | #34                     | #3                      | -                       |
| 1960 | "Night"                                                                                       | #2                      | #1(2)                   | -                       |
| 1960 | "Doggin' Around"                                                                              | #15                     | #1(3)                   | -                       |
| 1960 | "(You Were Made For) All My Love"                                                             | #8                      | -                       | #33                     |
| 1960 | "A Woman, a Lover, a Friend"                                                                  | #12                     | #1(4)                   | -                       |
| 1960 | "Alone At Last"                                                                               | #7                      | #20                     | #50                     |
| 1960 | "Am I the Man"                                                                                | #32                     | #9                      | -                       |
| 1961 | "My Empty Arms"                                                                               | #9                      | #4                      | -                       |
| 1961 | "The Tear of the Year"                                                                        | #44                     | #9                      | -                       |
| 1961 | "Please Tell Me Why"                                                                          | #20                     | #9                      | -                       |
| 1961 | "Your One and Only Love"                                                                      | #40                     | #21                     | -                       |
| 1961 | "I'm Comin' On Back to You"                                                                   | #19                     | #9                      | -                       |
| 1961 | "Lonely Life"                                                                                 | #80                     | -                       | -                       |
| 1961 | "Years From Now"                                                                              | #37                     | #25                     | -                       |
| 1961 | "You Don't Know What It Means"                                                                | #79                     | #19                     | -                       |
| 1961 | "My Heart Belongs to Only You"                                                                | #65                     | -                       | -                       |
| 1961 | "The Way I Am"                                                                                | #58                     | -                       | -                       |
| 1962 | "The Greatest Hurt"                                                                           | #34                     | #9                      | -                       |
| 1962 | "There'll Be No Next Time"                                                                    | #75                     | -                       | -                       |
| 1962 | "I Found Love" (con Linda Hopkins)                                                            | #93                     | -                       | -                       |
| 1962 | "Hearts"                                                                                      | #58                     | -                       | -                       |
| 1962 | "I Just Can't Help It"                                                                        | #70                     | #17                     | -                       |
| 1962 | "Baby That's All"                                                                             | -                       | #17                     | -                       |
| 1962 | "Forever and a Day"                                                                           | #82                     | -                       | -                       |
| 1963 | "Baby Workout"                                                                                | #4                      | #1(3)                   | -                       |
| 1963 | "Shake a Hand" (con Linda Hopkins)                                                            | #42                     | #14                     | -                       |
| 1963 | "Shake! Shake! Shake!"                                                                        | #33                     | #21                     | -                       |
| 1963 | "Baby Get It (And Don't Quit It)"                                                             | #61                     | #28                     | -                       |
| 1964 | "Big Boss Line"                                                                               | #94                     | #34                     | -                       |
| 1964 | "Squeeze Her - Tease Her (But Love Her)"                                                      | #89                     | -                       | -                       |
| 1965 | "Danny Boy"                                                                                   | #94                     | #25                     | -                       |
| 1965 | "You'll Never Walk Alone"                                                                     | -                       | -                       | -                       |
| 1965 | "No Pity (In the Naked City)"                                                                 | #59                     | #25                     | -                       |
| 1965 | "I Believe I'll Love On"                                                                      | #96                     | -                       | -                       |
| 1966 | "Think Twice" (con LaVern Baker)                                                              | #93                     | #37                     | -                       |
| 1966 | "Whispers (Gettin' Louder)"                                                                   | #11                     | #5                      | -                       |
| 1967 | "(Your Love Keeps Lifting Me) Higher and Higher"                                              | #6                      | #1                      | -                       |
| 1967 | "I Don't Want to Lose You"                                                                    | #84                     | #11                     | -                       |
| 1967 | "I've Lost You"                                                                               | #82                     | #35                     | -                       |
| 1967 | "Just Be Sincere"                                                                             | #91                     | #43                     | -                       |
| 1967 | "Since You Showed Me How to Be Happy"                                                         | #32                     | #22                     | -                       |
| 1968 | "Chain Gang"                                                                                  | #84                     | #37                     | -                       |
| 1968 | "For Once in My Life"                                                                         | #70                     | -                       | -                       |
| 1968 | "For Your Precious Love"                                                                      | #49                     | #26                     | -                       |
| 1968 | "I Get the Sweetest Feeling"                                                                  | #34                     | #12                     | -                       |
| 1969 | "(Your Love Keeps Lifting Me) Higher and Higher" (UK re-release)                              | -                       | -                       | #11                     |
| 1969 | "Helpless"                                                                                    | -                       | #21                     | -                       |
| 1969 | "I Still Love You"                                                                            | -                       | #39                     | -                       |
| 1970 | "Let This Be a Letter (To My Baby)"                                                           | #91                     | #34                     | -                       |
| 1970 | "(I Can Feel Those Vibrations) This Love is for Real"                                         | #56                     | #9                      | -                       |
| 1971 | "Love Is Funny That Way"                                                                      | #95                     | #18                     | -                       |
| 1972 | "You Got Me Walking"                                                                          | #93                     | #22                     | -                       |
| 1972 | "I Get the Sweetest Feeling" (UK re-release)                                                  | -                       | -                       | #9                      |
| 1972 | "The Girl Turned Me On"                                                                       | -                       | #44                     | -                       |
| 1973 | "Because of You"                                                                              | -                       | #45                     | -                       |
| 1975 | "Don't Burn No Bridges"                                                                       | -                       | #91                     | -                       |
| 1975 | "(Your Love Keeps Lifting Me) Higher and Higher"/"I Get the Sweetest Feeling" (UK re-release) | -                       | -                       | #25                     |
| 1986 | "Reet Petite" (UK re-release)                                                                 | -                       | -                       | #1                      |
| 1987 | "I Get the Sweetest Feeling" (UK re-release)                                                  | -                       | -                       | #3                      |
| 1987 | "(Your Love Keeps Lifting Me) Higher and Higher" (UK re-release)                              | -                       | -                       | #15                     |

## Omaggi
- Il cantautore e musicista nordirlandese Van Morrison ha scritto e registrato una canzone in suo omaggio intitolata Jackie Wilson Said (I'm in Heaven When You Smile) e inserita nel suo album Saint Dominic's Preview del 1972.